# Antecipation
Antecipation är en liturgisk term som betyder att man tidigarelägger firandet av en kyrklig högtid. I katolsk liturgi innebär detta att en kyrklig högtid som sammanfaller med till exempel söndagarna i Fastetiden firas på föregående lördag, eftersom söndagarna i Fastetiden har högre rang än alla andra söndagar.